# اچ‌نوام‌اس سل
اچ‌نوام‌اس سل (به انگلیسی: HNoMS Sæl) یک کشتی است که طول آن ۳۹٫۹ متر (۱۳۰٫۹۱ فوت) می‌باشد. این کشتی در سال ۱۹۰۱ ساخته شد.